# Ontherus rectangulidens
Ontherus rectangulidens är en skalbaggsart som beskrevs av François Génier 1996. Ontherus rectangulidens ingår i släktet Ontherus och familjen bladhorningar. Inga underarter finns listade i Catalogue of Life.